# Diogo de Teive (humaniste)
Pour les articles homonymes, voir Diogo de Teive.
Diogo de Teive (c.1514 - ap.1569), est un écrivain et humaniste portugais de la Renaissance.

## Biographie
Né à Braga en 1513 ou 1514, fils de Sebastiao Gonçalves da Paz et d'Isabel Fernandes de Teive, il est, selon les généalogistes, arrière-petit-neveu du navigateur Diogo de Teive. Sa famille maternelle, considérée comme de petite noblesse, avait des intérêts dans le commerce maritime et notamment dans échanges avec Madère et les Açores. Son père était bénéficier du chapitre de Braga.
Envoyé en France encore enfant, à l'âge de 11 ou 12 ans, il est l'un des premiers Portugais à recevoir une aide pour lui permettre d'étudier à Paris, au collège Sainte-Barbe. Il fréquente par la suite le collège de Guyenne, à Bordeaux, sous la direction d'André de Gouveia.
En 1533, il est brièvement de retour au Portugal au moment où son père est sur le point de s'embarquer pour les Indes. Peu après, il rejoint l'université de Salamanque, en Espagne, mais peu satisfait de l'enseignement qui y est donné, il retourne en France, tout d'abord à l'université de Toulouse, puis à Paris, Montauban et Bordeaux, tant comme étudiant que comme professeur de droit.
Sur l'invitation de Jean III de Portugal, il rejoint l'université de Coïmbre au sein de laquelle il est l'un des fondateurs du collège des Arts en 1547. Avec André de Gouveia et João da Costa, il est à l'université un tenant de l'école dite "bordelaise", en butte à l'hostilité de l'école dite "parisienne".
Avec la mort de Gouveia, il perd un protecteur important, et sa situation se fragilise. En 1550, alors qu'il assure provisoirement la direction du collège des Arts, il est arrêté par l'Inquisition sous l'accusation d'hétérodoxie religieuse. Ayant fréquenté l'humaniste écossais George Buchanan, il est notamment soupçonné de sympathie avec le luthéranisme, mais aussi de proximité avec l'athéisme. Au terme d'une année de réclusion il est libéré et retourne au collège des Arts.
Il reçoit les ordres religieux, et devient chanoine de Lisbonne. Il est affecté à une riche abbaye de province, aux revenus confortables, mais située aux confins du royaume, et éloignée de la vie intellectuelle de la capitale ou de l'université. Cet éloignement n'empêche toutefois pas sa production littéraire.
On perd sa trace après 1569.
Il est l'auteur de tragédies, d'œuvres de poésie lyrique, et d'essais historiques et philosophiques, exclusivement en latin. On peut citer : le Commentarius de rebus a Lusitanis in India apud Dium gestis (1548), Opuscula aliquot Salamanticæ, Ioannis Principis Tragœdia (1558), Epodon sive iambicorum carminum libri tres (1565).